# Mala Andronivka, Skadovsk
Mala Andronivka (în ucraineană Мала Андронівка) este un sat în comuna Șevcenka din raionul Skadovsk, regiunea Herson, Ucraina.

## Demografie
Componența lingvistică a localității Mala Andronivka
     Ucraineană (87,5%)
     Rusă (12,5%)
Conform recensământului din 2001, majoritatea populației localității Mala Andronivka era vorbitoare de ucraineană (87,5%), existând în minoritate și vorbitori de rusă (12,5%).